# Erycibe coccinea
Erycibe coccinea är en vindeväxtart som först beskrevs av Jacob Whitman Bailey, och fick sitt nu gällande namn av Hoogl. Erycibe coccinea ingår i släktet Erycibe och familjen vindeväxter. Inga underarter finns listade i Catalogue of Life.